# Priorij Basse-Wavre

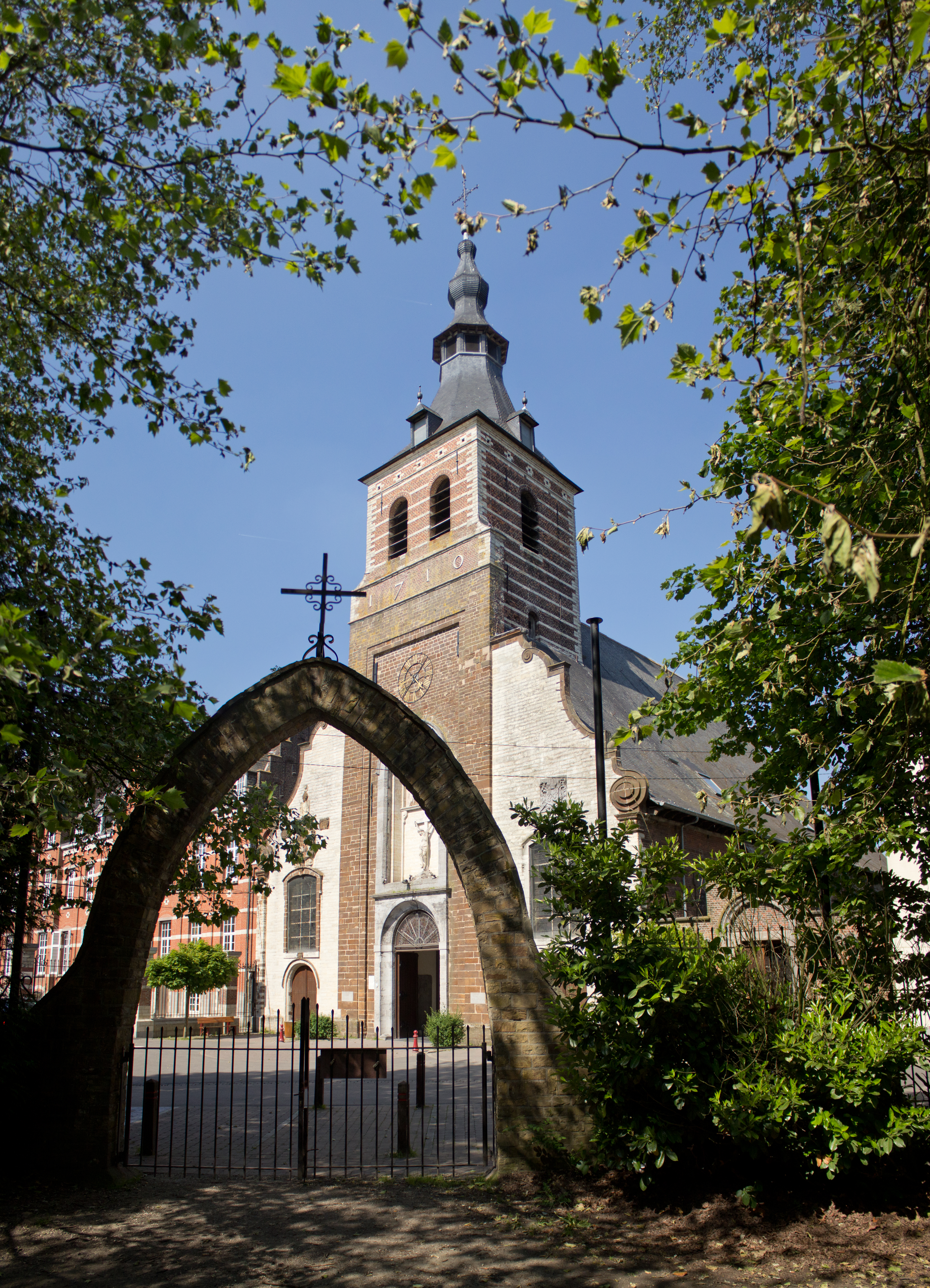
Voormalige kerk der benedictijnen in Waver (België)

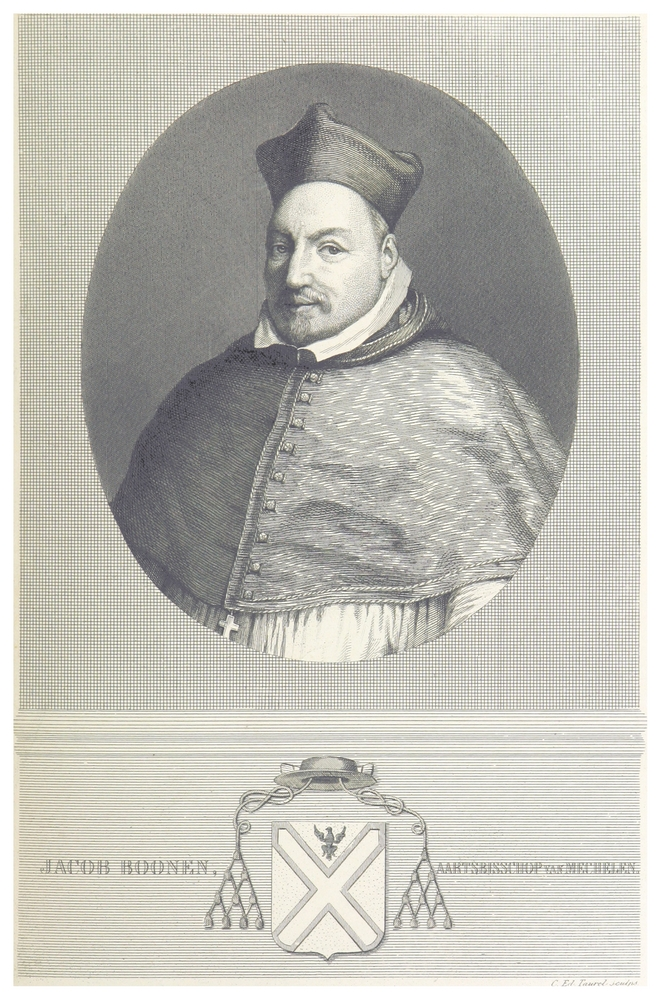
Aartsbisschop Boonen deed de Mariacultus herleven in Basse-Wavre (Spaanse Nederlanden)

De Priorij Basse-Wavre (1092-1797) in de stad Waver, gelegen in de Belgische provincie Waals-Brabant, was een priorij van de Orde der Benedictijnen. De priorij was gelegen aan de rivier Dijle. Het was de eerste stichting van de toen recent opgerichte abdij van Affligem die zelf gelegen was tussen Dender en Zenne, teneinde de gebieden in handen van de graaf van Leuven en landgraaf van Brabant te consolideren. Van de priorij is alleen nog de kloosterkerk bewaard, sinds 1999 verheven tot Onze-Lieve-Vrouw-van-Vrede-en-Eendrachtbasiliek.

## Historiek priorij
In de jaren 1092-1095 richtten Hendrik III en zijn broer Godfried I, graven van Leuven, de priorij van Basse-Wavre op. De graven schonken tevoren terreinen nabij het dorp Waver aan de monniken (1086). Fulgentius, abt van Affligem, stuurde een vijftal benedictijnen naar het eilandje in de Dijle, waar zich reeds een kapel bevond (1092). Een zijarm van de Dijle die tegenwoordig niet meer bestaat, droeg de naam Fausse Eau en maakte van de linkeroever van de Dijle dit eiland. Godfried I schonk aan de priorij een kist met relikwieën afkomstig van een kruistocht; zilversmeden verfraaiden de relikwiekist (1152). 
De monniken bouwden de kapel uit tot een kerk en behielden een aparte kapel voor Mariaverering. Zij organiseerden er jaarlijkse een Mariabedevaart, vanaf de 13e eeuw. In de 14e eeuw brachten de monniken van Basse-Wavre de kist met relikwieën onder in Brussel, waar de pest woedde. De pest verdween uit Brussel, wat het miraculeuze aspect van de kist deed toenemen. De abt van Affligem eiste de kist voor zichzelf en de hoofdabdij op, doch de monniken in Basse-Wavre brachten de relikwieën terug naar hun priorij. Uit deze periode dateert de naam van Maria van de Vrede als naam voor de Mariaverering aldaar.
Tijdens de Godsdienstoorlogen in de 16e eeuw werd de kist met relikwieën kapot geslagen. Zilversmeden in Brussel werden aangezocht om een nieuwe kist te vervaardigen. Jacobus Boonen, aartsbisschop van Mechelen, betaalde de factuur (1628). In 1625 liet Isabella van Spanje, landvoogdes voor de Spaanse Nederlanden, op het Broodhuis op de Grote Markt in Brussel een inscriptie aanbrengen: a peste, fame et bello, libera nos Maria Pacis. Dit betekent: Maria van de Vrede, bevrijd ons van pest, honger en oorlog. Deze inscriptie op het Broodhuis was een eerbetoon aan de Mariacultus in Basse-Wavre doch verdween later. Met de actieve steun van aartshertogin Isabella en het nieuwe reliekschrijn dat ze schonk in 1628 herleefden de bedevaarten in Basse-Wavre. 
Vanaf de 17e en 18e eeuw nam de omvang van de Mariabedevaarten toe. De benedictijnen ontwierpen een groot parcours (Grand Tour) en een klein parcours (Petit Tour) rond de bedevaartkerk. Op het einde van het parcours deelden ze broden van 15 kg uit, versierd met bloemen. Het brood wordt Wastia genoemd. In de 17e eeuw kocht prior Michel de la Porte nieuw meubilair voor de kerk en de Mariakapel. Zijn opvolger, prior Augustin van Opsdal, liet de kerk belangrijk vergroten. Het opschrift 1659 verwijst naar zijn bouwwerken. In de jaren 1710-1720 volgde de laatste bouwfase met inbreng van barokke dak- en gevelelementen.

## Nadien
In 1794 verjoegen de Fransen de benedictijnen uit de priorij. In 1797 werd de priorij publiek verkocht. Van de priorij als gebouw bleef niets over, behalve de kerk want deze werd gespaard van de sloop. In 1803 beslisten de Fransen dat dit een parochiekerk moest worden. 
In 1839 kwam het terrein rond de bedevaartkerk in handen van het aartsbisdom Mechelen. De aartsbisschop richtte er een middelbare school en een lagere school op. Deze bestaan tegenwoordig nog steeds, onder de naam Collège Notre-Dame de Basse-Wavre. In 1999 verhief paus Johannes-Paulus II de bedevaartkerk tot basilica minor. De laatste vier toevoegingen van relikwieën aan de kist dateren van 1957, 2000, 2009 en 2015. In 2015 betrof het een relikwie van Johannes-Paulus II zelf.